# Азовское сельское поселение (Крым)
Азовское се́льское поселе́ние (укр. Азовське сільське поселення, крымскотат. Qalay köy yurtu, Къалай кой юрту) — муниципальное образование в Джанкойском районе Республика Республики Крым Российской Федерации.
Административный центр — пгт Азовское.

## История
В 1957 году был образован Азовский поселковый совет.
Статус и границы сельского поселения установлены Законом Республики Крым от 5 июня 2014 года № 15-ЗРК «Об установлении границ муниципальных образований и статусе муниципальных образований в Республике Крым».

## Население
| 2001  | 2009  | 2010  | 2011  | 2012  | 2013  | 2014  |
| ----- | ----- | ----- | ----- | ----- | ----- | ----- |
| 4354  | ↘3866 | ↘3828 | ↘3811 | ↘3806 | ↘3798 | ↘3649 |
| 2015  | 2016  | 2017  | 2018  | 2019  | 2020  | 2021  |
| ↗3656 | ↘3607 | ↘3527 | ↘3480 | ↘3459 | ↘3433 | ↗3439 |

## Состав сельского поселения
| № | Населённый пункт | Тип населённого пункта      | Население |
| - | ---------------- | --------------------------- | --------- |
| 1 | Азовское         | пгт, административный центр | ↗3439     |